# IC 500
IC 500 ist eine elliptische Galaxie vom Hubble-Typ E-S0 im Sternbild Hase am Nordsternhimmel. Sie ist schätzungsweise 195 Millionen Lichtjahre von der Milchstraße entfernt und hat einen Durchmesser von etwa 75.000 Lj.
Das astronomische Objekt wurde am 11. Februar 1893 vom französischen Astronomen Stéphane Javelle entdeckt.